# Hoványi Gyula
Köröstarjáni Hoványi Gyula (Nagyvárad, 1860. március 24. – Nagyvárad, 1939. november 27.) erdélyi magyar jogász.

## Életpályája
Nagyváradi és budapesti jogi tanulmányait a strasbourgi, párizsi és londoni egyetemeken egészítette ki. 1885-től Budapesten egyetemi magántanár, majd a nagyváradi Jogakadémia első dékánja, a büntetőjog és jogbölcselet tanára (1911–25). Nagyváradon megjelent fontosabb munkái: A büntetőjog fejlődése (1897); Jogbölcselet jogi oktatásunkban (1900); Kereszténység és evolúció (1903); A nemzetközi jog pozitivitása (1918). A craiovai Ramuri 1931-ben Revizuirea în Procedura Penală c. tanulmányát közölte.